# Данильченська сільська рада
| Данильченська сільська рада — орган місцевого самоврядування у Рогатинському районі Івано-Франківської області з адміністративним центром у с. Данильче. Утворена 15 листопада 1995 року. Сільській раді підпорядковані населені пункти: - с. Данильче |

## Склад ради
Рада складається з 15 депутатів та голови.

### Керівний склад ради
| ПІБ                     | Основні відомості                                                                          | Дата обрання | Дата звільнення |
| ----------------------- | ------------------------------------------------------------------------------------------ | ------------ | --------------- |
| Цвікович Мирон Петрович | Сільський голова, 1959 року народження, освіта, член Республіканської християнської партії | 26.03.2006   | 31.10.2010      |
| Цвікович Мирон Петрович | Сільський голова, 1959 року народження, освіта середня спеціальна, безпартійний            | 31.10.2010   |                 |

Примітка: таблиця складена за даними джерела